# Garnierius werneri
Garnierius werneri är en skalbaggsart som beskrevs av Karl Adlbauer 2002. Garnierius werneri ingår i släktet Garnierius och familjen långhorningar. Inga underarter finns listade i Catalogue of Life.